# Kamenče
Kamenče so naselje v Občini Braslovče. Ležijo ob lokalni cesti Braslovče-Gomilsko. Dostop je mogoč tudi iz regionalne ceste Šentrupert-Logarska dolina in sicer skozi naselje Poljče. 
Vzhodni del Kamenč se razprostira na terasi, medtem ko je zahodni del obkrožen z gozdnimi površinami. V neposredni bližini, zahodno od Kamenč, se nahaja Žovneško jezero; na griču nad jezerom stoji grad Žovnek.
Naselje je v pisnih virih prvič omenjeno leta 1423 kot "Gomonitschach", leta 1462 pa kot "Komenitschach". Pred drugo svetovno vojno je v vasi delovalo gasilsko društvo, ki je imelo lasten gasilski dom. Tu je delovalo Društvo kmečkih fantov in deklet. 
V Kamenčah je bil rojen slovenski etnolog Franjo Baš, ki mu je bila na rojstni hiši odkrita spominska plošča.